# Foundation for Intelligent Physical Agents
Foundation for Intelligent Physical Agents (FIPA) – organizacja powstała w 1996 r., skupiająca twórców technologii agentowej. Fundacja powstała, aby tworzyć standardy pozwalające budować systemy oparte na agentach. FIPA tworzy przede wszystkim standardy związane z komunikacją i współpracą agentów w systemach wieloagentowych. Stawia swoim członkom wymagania, które powodują, że systemy rozwijane przez różne organizacje, mogą z sobą współpracować.